# Колокол мира (Берлин)
Колокол Мира в Берлине — мемориал-символ, предостерегающий от повторения трагедии Второй мировой войны. Расположен в Народном парке Фридрихсхайн.

## Предыстория

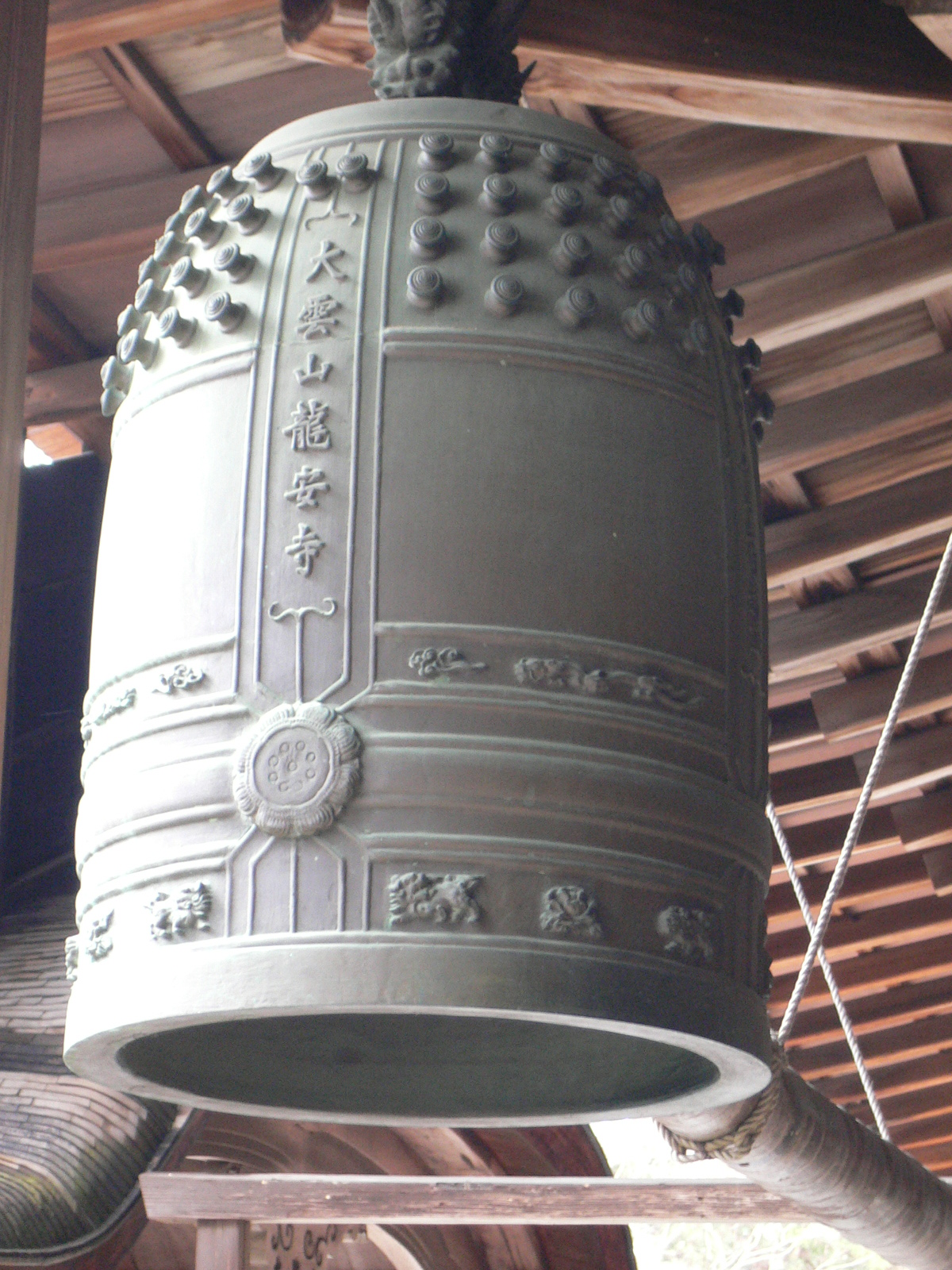
Колокол Bonshō

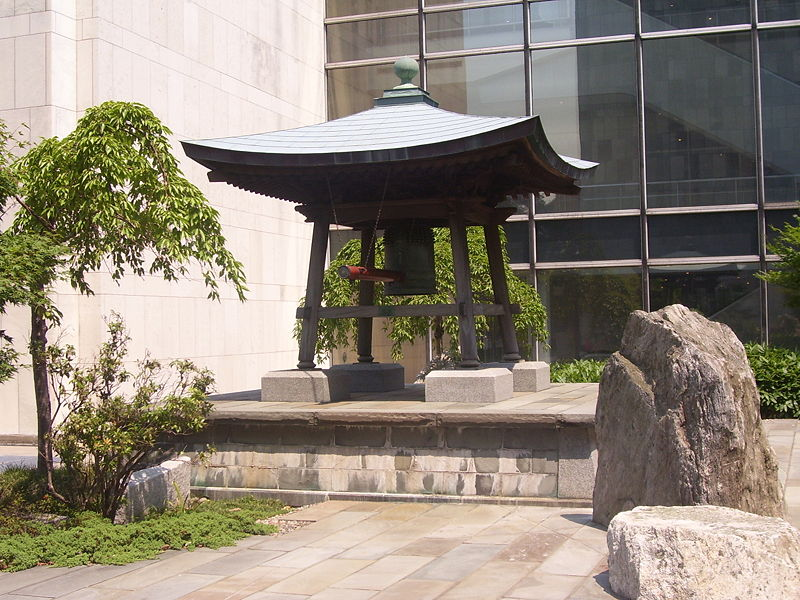
Колокол Мира у входа в ООН

Автор идеи — японец Тиёдзи Накагава (1905—1972), лично переживший в 1945 году атомную бомбардировку Хиросимы. Для создания колоколов-символов он с друзьями придумал особый сплав из монет, собранных в 104 странах, представленных на тот период времени в составе ООН, и металлолома из Хиросимы.
Образцом формы стал колокол буддийских храмов Японии Bonshō, в который стучат толстым деревянным стволом. Впервые Колокол Мира появился в Нью-Йорке в 1954 году перед зданием ООН. Через десять лет после кончины Тиёдзи Накагавы в 1982 году была основана Всемирная ассоциация World Peace Bell Association, которая распространяет колокола-символы по многим городам на разных континентах.
Ежегодно 1 сентября, напоминая о начале войны, в разных странах звучит колокольный звон как призыв к миру на Земле.

## В Берлине
В 1988 году Всемирная ассоциация обратилась к послу ГДР в Японии Манфреду Шмидту с предложением установить колокол-символ в Берлине к 50-й годовщине начала Второй мировой войны. Магистрат Восточного Берлина согласился и выбрал место для мемориала на берегу Большого пруда (нем. Großer Teich) в Народном парке Фридрихсхайн.
Колокол, изготовленный в Японии и доставленный в Берлин, весит 365 кг при высоте 1 метр и диаметре 60 см. Кроме рельефных декоративных узоров его украшают надписи: по вертикали на японском языке — 平和の鐘, по горизонтали на немецком — Weltfriedensglocke. Храмовый павильон для колокола по японским образцам строили немецкие специалисты: проект разработал архитектор Клаус Вайя (нем. Klaus Weija), медную крышу создавал бронзовщик Вильфред Шухов (нем. Wilfried Schuchow), а деревянные конструкции — мастера из Holz des VEB Denkmalpfleger.
На торжественном открытии 1 сентября 1989 года честь огласить парк первыми ударами колокола была предоставлена Бербель Шиндлер-Зефков (нем. Bärbel Schindler-Saefkow) — дочери известного немецкого антифашиста Антона Зефкова, а также японской госпоже Сатико Вакидзаке из World Peace Bell Association. Сотни белых голубей мира были выпущены в небо под звуки песни о мире.
После 10-й годовщины мемориала 7 октября 1999 года в районе Пренцлауэр Берг основали берлинское сообщество Friedensglockengesellschaft Berlin e.V. По его инициативе под колоколом в пол вмонтировали две металлические плиты с посвящением десяткам тысяч жертв американских атомных бомбардировок в городах Хиросима 6 августа и Нагасаки 9 августа 1945 года. С тех пор в парке проходят акции и в эти дни, и в связи с актуальными антивоенными инициативами, и в день защиты детей.
6 августа 2015 года — через 70 лет после атомной бомбардировки Хиросимы — церемонии в память о погибших проходили в разных странах и в берлинском Народном парке Фридрихсхайн. К мемориалам люди несли букеты цветов, зажигали свечи, после минуты молчания звучал Колокол Мира.

## Галерея
|  |  |  |  |  |